# 沙巴利尼夫
51°31′21″N 32°40′19″E / 51.52250°N 32.67194°E
沙巴利尼夫（烏克蘭語：Шабалинів），是烏克蘭北部切爾尼希夫州诺夫霍罗德-锡韦尔斯基区科罗普市镇的村落。始建於1684年，面積6.57平方公里，海拔高度120米，2024年人口922，人口密度每平方公里250.5人。